# Tungipara
Tungipara è un sottodistretto (upazila) del Bangladesh situato nel distretto di Gopalganj, divisione di Dacca. Si estende su una superficie di 127,25 km² e conta una popolazione di 88.102 abitanti (dato censimento 1991).